# Convento di Sant'Antonio di Casabianca
Il convento di Sant'Antonio di Casabianca (in corso cunventu Sant'Antone di a Casabianca e in francese couvent Saint-Antoine de la Casabianca) è un edificio religioso ora ridotto in rovine che si trova nel comune corso di Casabianca nella Castagniccia.

## Storia
Il convento di Sant'Antonio di Casabianca venne costruito nel 1420 ed è un luogo fortemente simbolico nella Storia della Corsica. Vi si sono svolti molti consigli o riunioni degli insorti corsi a partire dal XVIII secolo.

### Date rilevanti
- Il 13, 14 e il 15 luglio 1755, un'assemblea riunita nel convento (la Consulta di Sant'Antonio di Casabianca) proclama la Repubblica Corsa, con Pasquale Paoli suo generale.
- Nel 1797, gli insorti della Crocetta tengono qui regolarmente riunioni e incontri.
- Il 5 maggio 1976, nascita del movimento nazionalista armato corso del FLNC, che tiene qui la prima conferenza stampa della sua storia.

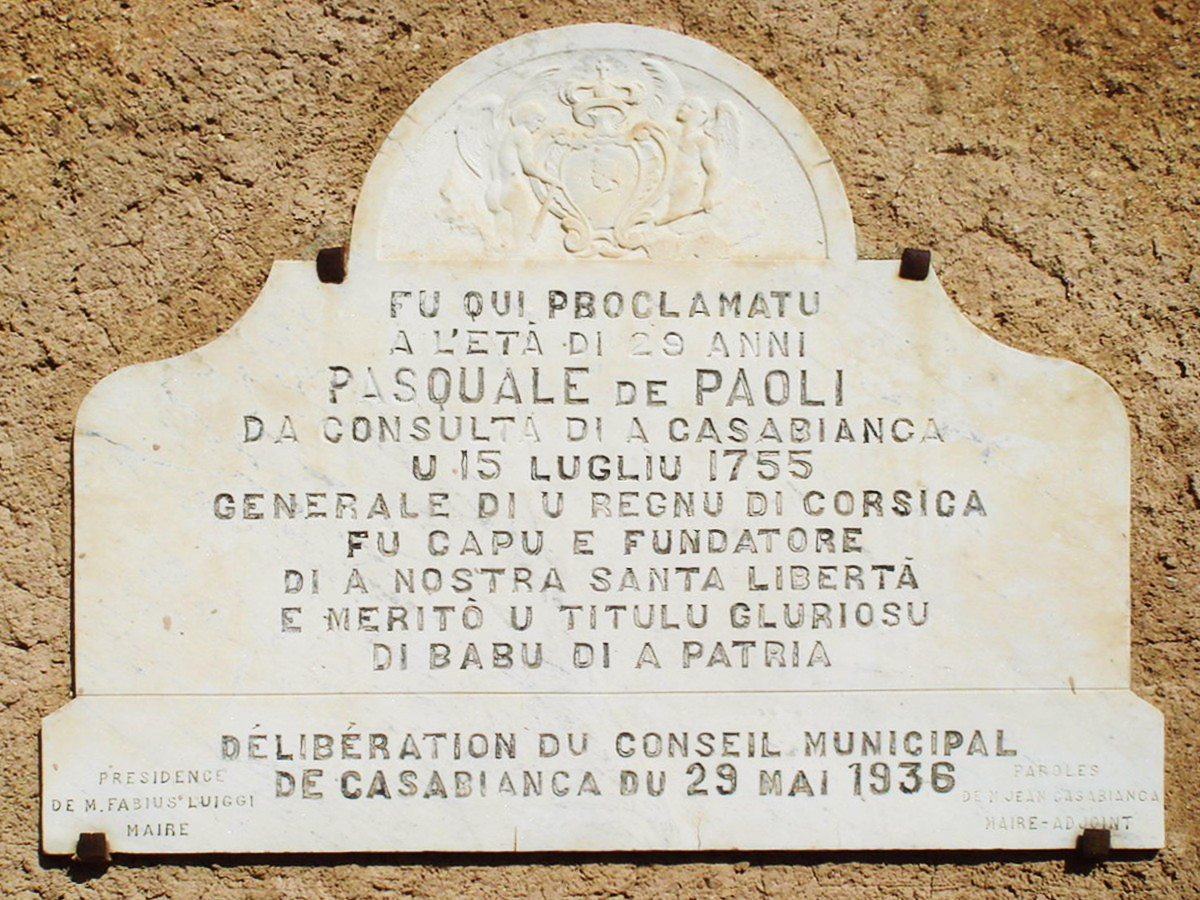
Epigrafe che ricorda gli avvenimenti del luglio 1755

## Aspetti architettonici
Oggi rimangono rovine dell'ossatura principale ed il campanile. Nell'interno sono ancora visibili dipinti con affreschi risalenti al periodo della costruzione. 
Un'epigrafe ricorda i fatti del luglio 1755.
FU QUI PROCLAMATU
A L'ETÀ DI 29 ANNI
PASQUALE DE PAOLI
DA CUNSULTA DI A CASABIANCA
U 15 LUGLIU 1755
GENERALE DI U REGNO DI CORSICA
FU CAPU E FUNDATORE
DI A NOSTRA SANTA LIBERTÀ
E MERITÒ U TITULU GLORIOSU
DI BABU DI A PATRIA